# Cytherelloidea malaccaensis
Cytherelloidea malaccaensis is een mosselkreeftjessoort uit de familie van de Cytherellidae. De wetenschappelijke naam van de soort is voor het eerst geldig gepubliceerd in 1987 door Whatley & Zhao.